# De Aragoniae Regibus et eorum rebus gestis libri V
De Aragoniae Regibus et eorum rebus gestis libri V (Saragossa, 1509) és una crònica renaixentista dels reis d'Aragó escrita escrita en 5 llibres per Lucio Marineo Sículo. La crònica fou escrita en llatí i posteriorment va ser traduïda al castellà per Juan de Molina, sent editada a València l'any 1524 amb el títol de Crónica d'Aragón.

## Transcendència de l'edició llatina
La transcendència de l'edició llatina de Lucio Marineo Sículo radica en la seva portada, on apareix per primer cop la disposició actual de l'Escut d'Aragó. En el context de la transició democràtica i la creació de l'estat de les autonomies, sorgí la necessitat de dotar als nous òrgans d'autogovern de símbols; l'adopció per part de l'Aragó d'un escut propi endegà un procés de recerca històrica per tal de definir quin havia de ser. En certes propostes es prioritzava la disposició de la Senyera Reial al primer quarter per ser el més important, mentre que la decisió que finalment adoptà el govern de l'Aragó fou la d'adoptar l'escut tal com apareixia en la Crónica de Aragón de Gualberto Fabricio de Vagad i que posteriorment refrendà Lucio Marineo Sículo a la portaada de De Aragoniae Regibus et eorum rebus gestis libri V i en justificava cada quarter explicant l'origen de cadascun dels escuts que en formen part, fent retrocedir els seus orígens als antics reis d'Aragó.

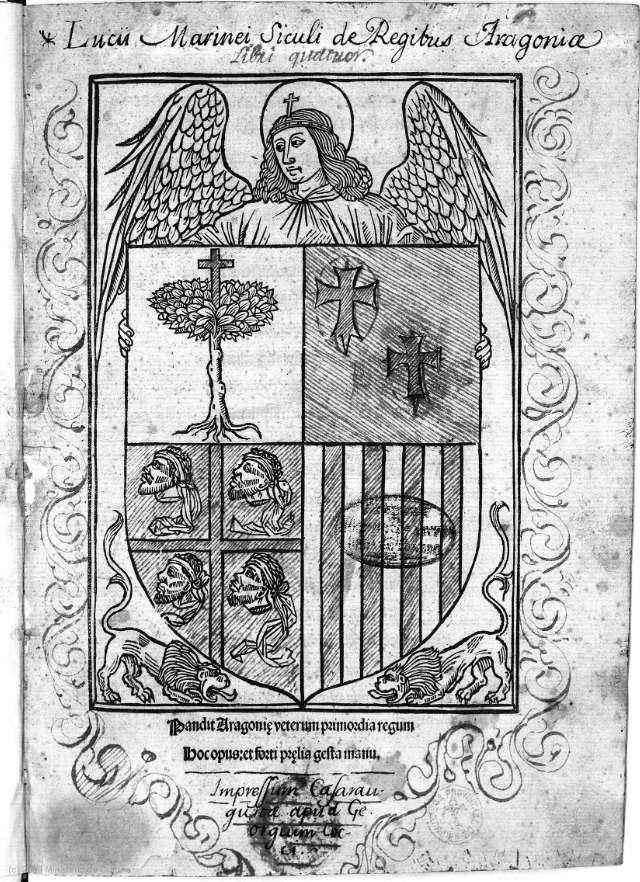
Escut de l'Aragó
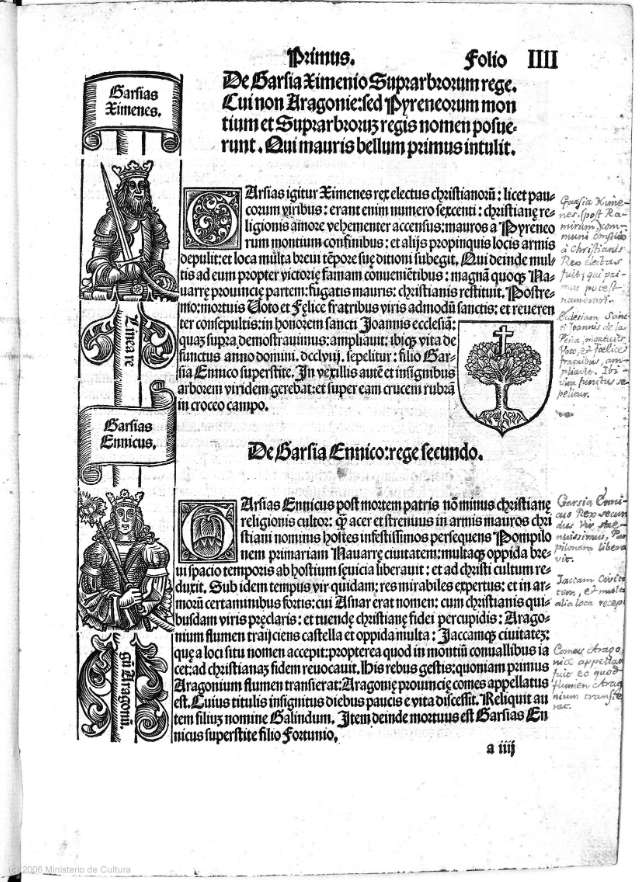
Arbre de Sobrarbe
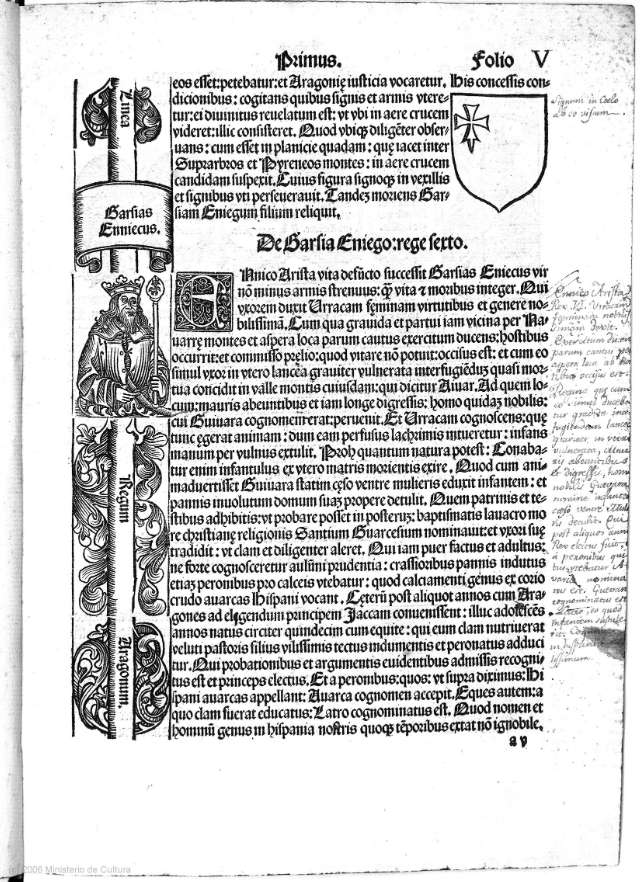
Creu d'Ènnec Aritza
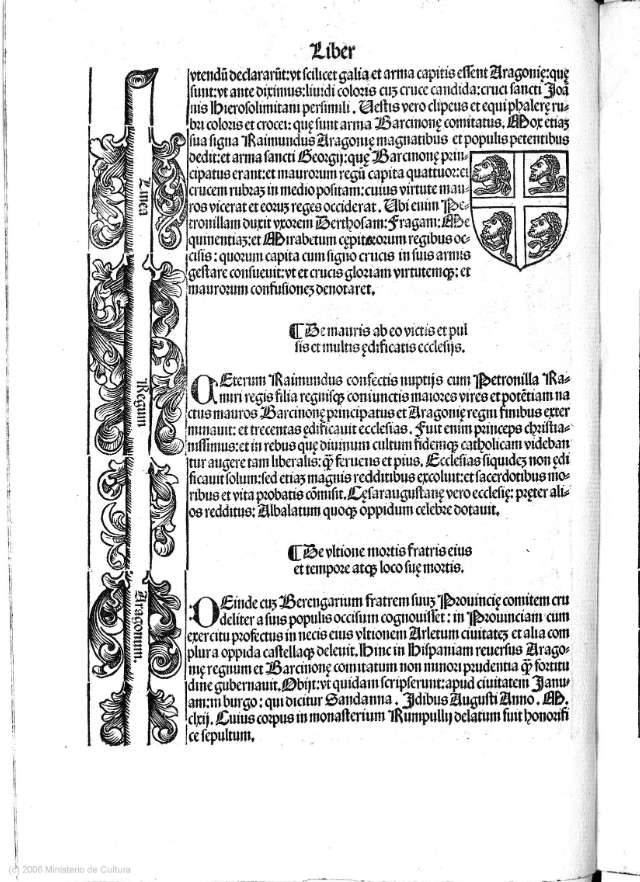
Creu d'Alcoraz
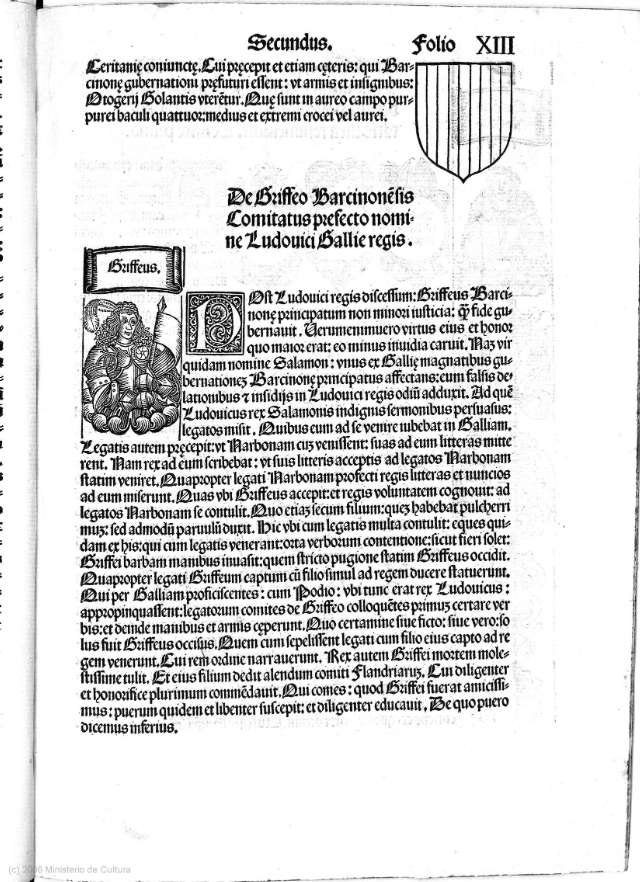
Escut dels Comtes de Barcelona
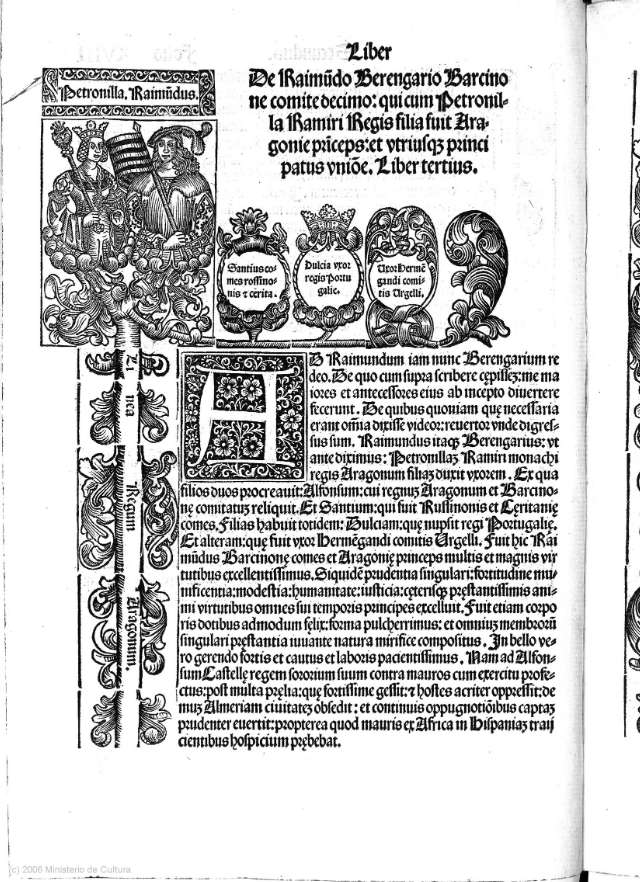
Senyera Reial dels Reis d'Aragó
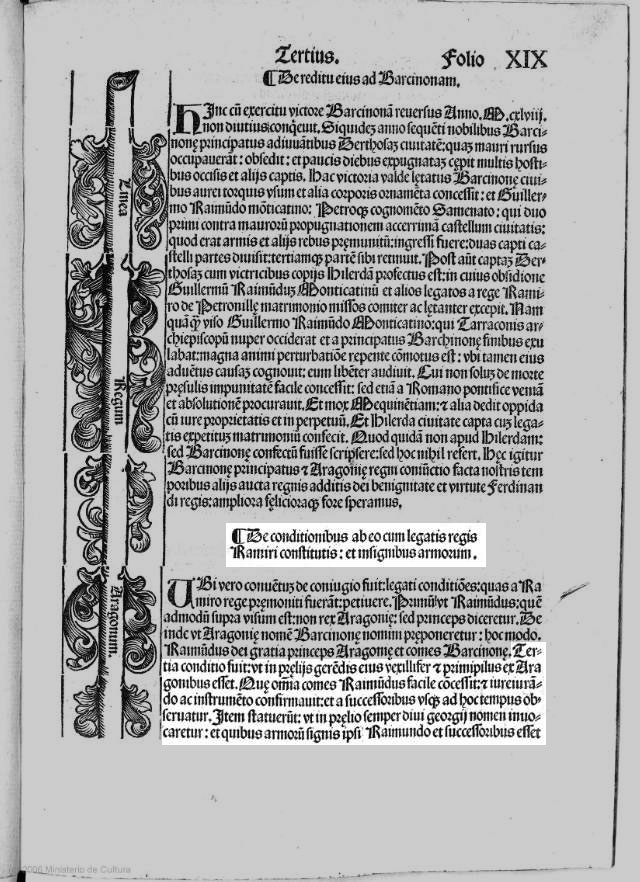
Senyera Reial dels Reis d'Aragó
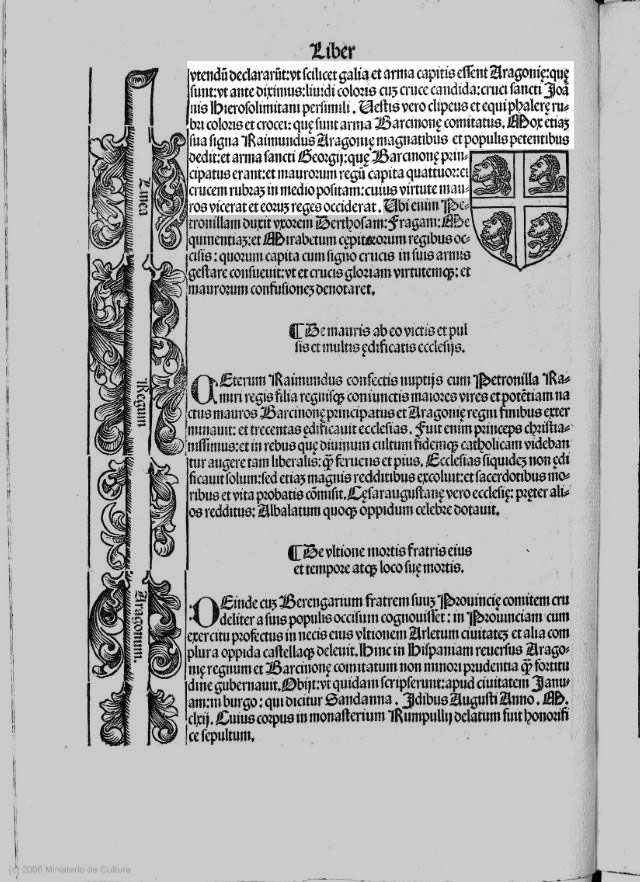
Senyera Reial dels Reis d'Aragó